# Suniops indonesicus
Suniops indonesicus es una especie de coleóptero de la familia Attelabidae.

## Distribución geográfica
Habita en Java (Indonesia).